# Европейски съюз
Европейският съюз (съкратено ЕС, Евросъюз) е политически и икономически съюз между 27 европейски държави. Той е резултат от процес на доброволна политическа и икономическа интеграция между национални държави в Европа, които делегират упражняването на определени изпълнителни, законодателни и юридически правомощия на наднационални институции. ЕС е самостоятелно юридическо лице, притежаващо правомощия да действа независимо от съставящите го държави в рамките на предоставените му компетенции. Неговият статус е регламентиран в Договора за Европейския съюз (ДЕС) и Договора за функционирането на Европейския съюз, в сила от 1 декември 2009 г.  
През 2012 г. на ЕС е присъдена Нобелова награда за мир, за продължаващия над шест десетилетия принос за напредъка на мира и съгласието, демокрацията и правата на човека в Европа.
Държавите членки са му предоставили голям кръг от правомощия, включително в областта на външните работи и политиката на сигурност. В изчерпателно изброени в ДЕС области (напр. в областта на митническия съюз) на ЕС е предоставена изключителната компетентност да приема правнообвързващи актове, като държавите членки повече нямат правото да приемат свои. В други области ЕС притежава споделена с държавите членки компетентност. В тези области на т.нар. споделена компетентност държавите членки могат да приемат национални актове, доколкото ЕС не е упражнил правото си да приеме свои.
Политическата система на ЕС отличава съюза от международни организации като Организацията на обединените нации и Организацията за сигурност и сътрудничество в Европа. Функционирането на ЕС се осъществява от неговите органи и учреждения, някои от които са наднационални, а други – междуправителствени. Типичен представител на наднационалните органи е Европейската комисия, която има основно изпълнителни функции. Нейните членове, макар и излъчени от правителствата на държавите членки, са напълно независими от тях. Законодателните функции се упражняват от Европейския парламент (наднационален орган, съставен от лица, избрани пряко от гражданите на ЕС) и Съвета на Европейския съюз (състоящ се от по 1 представител на всяка държава членка на ниво министър). На свой ред съдебният контрол се осъществява от Съда на Европейския съюз (СЕС). Той е съставен от Съд (27 съдии от всяка държава членка), Общ съд (27 съдии от всяка държава членка) и специализирани съдилища, като единственият специализиран съд, създаден до момента, е Съдът на публичната служба, състоящ се от 7 съдии. От своя страна Европейският съвет, състоящ се от държавните или правителствени ръководители на държавите членки, своя председател и председателя на Европейската комисия, определя политическите насоки и приоритети на Съюза и дава необходимия тласък за неговото развитие.
Сред основните задачи на Европейския съюз е осигуряването на вътрешен пазар, който обхваща пространство без вътрешни граници, в което е осигурено свободното движение на хора, стоки, услуги и капитали. Съюзът поддържа обща политика по отношение на селското стопанство, риболова, околната среда, защитата на потребителите, транспорта, енергетиката и др. ЕС разполага с изключителна компетентност в областите на паричната политика на държавите членки, чиято парична единица е еврото, митническия съюз (който налага забрана на митата върху вноса и износа между държавите членки и на всички такси с равностоен на мито ефект и въвежда обща митническа тарифа при техните отношения с трети страни), търговската политика, опазването на морските и биологичните ресурси в рамките на общата политика в областта на риболова и др.
В икономически план със своето население от над 446 милиона души през 2020 г. ЕС е създал приблизително 22% от паричния световен брутен продукт.
На 31 януари 2020 г. в полунощ (централноевропейско време) Обединено кралство Великобритания и Северна Ирландия напуска Европейския съюз след 47 години членство, с което от 28 страните членки стават 27. Това представлява първият случай на страна възползвала се от възможността за напускане на Съюза по установения ред от Договора от Лисабон.

## История
Постоянните опити за обединение на различните европейски народи предхождат самите държави. Преди 3000 години със силата на меча над Европа властват келтите, а след тях и римляните. Империята на Карл Велики и Свещената Римска империя в продължение на стотици години обединяват под слаб контрол големи области от континента. В по-ново време митническият съюз на териториите под Наполеонова власт в началото на 19 век е пример за мимолетно обединение на значителни части от Европа.
Като се има предвид многообразието от езици и култури на Стария континент, опитите за обединение обикновено били насилствени. Едно от първите предложения за мирно съюзяване на равноправни европейските държави е направено от Виктор Юго през 1851 г. Катастрофалната за континента Първа световна война е последвана от Втора световна война, която оставя след себе си Европа в разруха. Съюзниците победители във войната са твърдо решени завинаги да премахнат възможността за възникване на война на континента и в опит да възстановят Европа, редица европейски политици възприемат идеята за наднационален съюз. Идеята за формирането на Европейска общност за въглища и стомана (ЕОВС) е на служителя във френското външно министерство Жан Моне. Министърът на външните работи на Франция Робер Шуман дава гласност на тази идея на 9 май 1950 г. (това е и причината този ден да се чества като Ден на Европа). Вдъхновена от функционалисткия подход на Жан Моне, тя цели – така, както е представено от Шуман – да създаде действителна солидарност между държавите членки, солидарност, за която се очаква, че ще се разпространи и в други области. Поради тази причина структурата на ЕОВС значително се различава от тази на организациите от класически тип. Първоначалният замисъл на политиците, основали ЕОВС, е да се гарантира контрол над военната промишленост в Европа, а въглищата и стоманата са главни суровини за военния отрасъл. ЕОВС включва Западна Германия, Франция, Италия и страните от Бенелюкс. Общността се създава с подписването на Договора от Париж през април 1951 г., а влиза в сила през юли 1952 г.
Впоследствие се създават още две общности – Европейска икономическа общност и Европейска общност за атомна енергия (Евратом). Създадени са с Договорите от Рим от 1957 г., влезли в сила на 1 януари 1958 г. Общностите са създадени не само за да уредят съществуващите отношения, но най-вече за да постигнат една икономическа цел в средносрочен план – създаването на общ пазар, и една политическа цел в дългосрочен план – създаването на Европейски съюз. В продължение на няколко десетилетия Европейската икономическа общност (наричана и Общ пазар) стимулира сътрудничеството между тези западноевропейски държави. Общият пазар има свое огледално подобие и в Източна Европа – Съветът за икономическа взаимопомощ (СИВ).
Европейският съюз (ЕС) е създаден с договора от Маастрихт (официално – Договор за Европейския съюз) от 1992 г. При учредяването си той се основава на вече съществуващите две общности: Европейска икономическа общност, преименувана с Договора от Маастрихт на Европейска общност, и на Европейската общност за атомна енергия (Евратом). Употребата на неутрален термин като този за съюз позволява да се сложи край на идеологическия дебат, след като всички могат да се идентифицират в един израз, който обхваща единствено това, което всеки един би искал да вложи в него. Основни цели на Договора за Европейския съюз са насърчаването на балансирания и устойчив икономически и социален прогрес, постигане на висока степен на заетост, в частност посредством създаване на територия без вътрешни граници, укрепване на социално-икономическото единство и посредством създаването на икономически и паричен съюз и впоследствие на единна валута еврото, осъществяване на обща външна политика и политика на сигурност, въвеждане на гражданство на Съюза, създаване на общо пространство на свобода, сигурност и правосъдие, в рамките на което се осигурява свободното движение на лица, обвързано с прилагането на подходящи мерки за контрол на външните граници, предоставяне на убежище, имиграцията, както и превенция и борба с престъпността. Съществуващият дотогава Общ пазар е възприет като „първи стълб“ на новосъздадената храмова структура (по подобие на гръцки храм) с три стълба.
Европейската общност окончателно отива в историята с Договора от Лисабон, подписан на 13 декември 2007 г. Той влиза в сила на 1 декември 2009 г. и според него Европейският съюз става правоприемник на Европейската общност. Този договор бележи един нов етап в процеса на развитие на европейската интеграция.

## Статус преди Договора от Лисабон
За да обяснят припокриването на организациите на Европейските общности с Европейския съюз, сред европейските политици и в литературата се е наложило понятието „храмова структура на Европейския съюз“, която си служи с модела на гръцки храм с три стълба (устои), поддържащи общ „покрив“, въплътен в целите и принципите на Съюза, формулирани в общите разпоредби на Договора от Маастрихт (ДЕС). Съгласно този модел Европейските общности са първият стълб от тази храмова структура. Вторият и третият стълб са двете форми на междудържавно сътрудничество, предвидени в ДЕС, а именно „Обща политика в областта на външните работи и сигурността“ (дял V от ДЕС) и „Полицейско и съдебно сътрудничество по наказателноправни дела“ (дял VI от ДЕС). „Основите“ на храма са общите и заключителни разпоредби на ДЕС, отнасящи се до влизането му в сила, времевия и териториален обхват на неговото действие (ДЕС е безсрочен), възможността за изменения и условията за присъединяване на нови страни към него. Към тази основа се отнася и т.нар. „засилено сътрудничество“, предвидено както в разпоредбите на ДЕС за втория и третия стълб, така и в по-старите разпоредби на Договорите от Рим за създаване на Европейска Общност (ДЕО). Наред с това трите стълба на Съюза се ползват от обща институционална рамка.
Въпреки че Европейският съюз и Европейските общности често се възприемат като едно и също нещо, към момента на своето учредяване (и преди влизането в сила на Договора от Лисабон) Европейският съюз съвсем не е правоприемник на Европейските общности и техния наднационален характер. За разлика от тях, съгласно ДЕС Европейският съюз не е самостоятелно юридическо лице, притежаващо правомощия да действа независимо от съставящите го национални държави. Новите форми на сътрудничество, които ДЕС предвижда да се осъществят извън рамките на старите Европейски общности, имат подчертан междуправителствен характер.
От друга страна, всяка една от Европейските общности е самостоятелно юридическо лице и може да влиза в договорни отношения с трети страни и други международни организации. Правомощията им произтичат от Римските договори, с които са създадени, и са им „предоставени“ от страните членки. Това позволява да се твърди, че страните членки на ЕС са прехвърлили част от своя суверенитет и че ЕС започва да наподобява федерация или конфедерация. Все пак, от правна гледна точка, ЕС няма право да изземва допълнителна власт от държавите членки без предварително предоговаряне на подписаните споразумения. Липсата на това „правомощие да създава правомощия“, което се счита за същностна характеристика на една държава, е сериозен аргумент срещу това на ЕС да се гледа като на държава. Същевременно да се нарече ЕС обикновена международна организация не би било точно, особено по отношение на „първия стълб“ на Съюза – Европейските общности, който има наднационален характер.
За дефинирането на юридическия статус на европейското обединение огромна роля играе Съдът на Европейските общности (понастоящем Съд на Европейския съюз). В прословутото си решение по делото Ван Генд ен Лос 27/72 съдът определя общността като нов правов ред, различен от международния, който предоставя права и задължения не само за членуващите в него държави, но и за техните граждани, физически и юридически лица. Това първо и основополагащо за определянето на характера на Общностите решение създава представата за европейското обединение като „sui generis“ (уникално). Днес, когато процесът на „конституционализиране“ на Европейския съюз е далеч по-напреднал, се налага новото понятие за Европейския съюз като „полития от държави и народи“.
На 13 октомври 2004 г. европейските лидери подписват договор за Европейска конституция. Тя е ратифицирана от 13 страни членки, но след нейното отхвърляне на последователни референдуми във Франция и Нидерландия през пролетта на 2005 г. проектът е замразен. Основна последица от приемането на конституция трябваше да бъде премахването на храмовата структура и Общностите и Съюзът да се обединят в едно-единствено юридическо лице.
След провала на Конституцията, по време на тържественото честване на 50-годишнината на ЕС в Берлин е приета декларация, с която се определят срок за изработване на нов договор до 2009 г. В крайна сметка, на 13 декември 2007 г. е подписан Договорът от Лисабон, който въпреки големите трудности, свързани с неговата ратификация (договорът е подложен на референдум на два пъти в Ирландия, а полският президент отказва да го ратифицира), влиза в сила на 1 декември 2009 г.

## След Договора от Лисабон
Договорът от Лисабон реформира Договора за Европейския съюз (ДЕС), Договора за създаване на Европейската общност (ДЕО) и последния Договор от Ница от 2001 година. При това Договорът от Лисабон поема и една съществена част от Договора за Европейска конституция, която е отхвърлена през 2005 година на референдуми във Франция и Холандия. За разлика от конституционния договор, Договорът от Лисабон не заменя ДЕС и ДЕО, а ги променя. Официалното название на договора е „Договор от Лисабон за изменение на Договора за Европейския съюз и на Договора за създаване на Европейската общност“.
Сред нововъведенията са юридическото сливане на ЕС и ЕО, разширяването на процедурата на съвместно вземане на решения в областта на полицейското и съдебно сътрудничество при наказателни дела, по-големи права на националните парламенти в законодателството на ЕС, въвеждането на Инициатива на европейските граждани, увеличаване на компетенциите на Върховния представител за външна политика и политика на сигурност, обвързан с Хартата на основните права.
| Подписан В сила Договори        | 1948 Брюксел                                                          | 1951 1952 Париж        | 1954 1955 Променен договор от Брюксел          | 1957 1958 Рим                                  | 1965 1967 Договор за сливане                   | 1975 непр. Решение на Европейски съвет               | 1985 Шенгенско споразумение                          | 1986 1987 Единен европейски акт                      | 1992 1993 Маастрихт                                  | 1992 1993 Маастрихт | 1997 1999 Амстердам  | 2001 2003 Ница       | 2007 2009 Лисабон | 2007 2009 Лисабон |  |  |  |  |  |  |  |  |
|                                 |                                                                       |                        |                                                |                                                |                                                |                                                      |                                                      |                                                      |                                                      |                     |                      |                      |                   |                   |  |  |  |  |  |  |  |  |
| Три стълба на Европейския съюз: |                                                                       |                        |                                                |                                                |                                                |                                                      |                                                      |                                                      |                                                      |                     |                      |                      |                   |                   |  |  |  |  |  |  |  |  |
| Европейски общности:            |                                                                       |                        |                                                |                                                |                                                |                                                      |                                                      |                                                      |                                                      |                     |                      |                      |                   |                   |  |  |  |  |  |  |  |  |
|                                 | Европейска общност за атомна енергия (ЕВРАТОМ)                        |                        |                                                |                                                |                                                |                                                      |                                                      |                                                      |                                                      |                     |                      |                      |                   |                   |  |  |  |  |  |  |  |  |
|                                 |                                                                       |                        | Европейска общност за въглища и стомана (ЕОВС) | Европейска общност за въглища и стомана (ЕОВС) | Европейска общност за въглища и стомана (ЕОВС) | Европейска общност за въглища и стомана (ЕОВС)       | Договорът изтича през 2002                           | Договорът изтича през 2002                           | Договорът изтича през 2002                           |                     | Европейски съюз (ЕС) | Европейски съюз (ЕС) |                   |                   |  |  |  |  |  |  |  |  |
|                                 |                                                                       |                        | Европейска икономическа общност (ЕИС)          |                                                |                                                |                                                      |                                                      |                                                      |                                                      |                     | Европейски съюз (ЕС) | Европейски съюз (ЕС) |                   |                   |  |  |  |  |  |  |  |  |
|                                 |                                                                       |                        |                                                | Правила от Шенген                              |                                                |                                                      | Европейска общност (ЕО)                              | Европейска общност (ЕО)                              |                                                      |                     | Европейски съюз (ЕС) | Европейски съюз (ЕС) |                   |                   |  |  |  |  |  |  |  |  |
|                                 |                                                                       | ТРЕВИ                  | ТРЕВИ                                          | ТРЕВИ                                          | Правосъдие и вътрешни работи (ПВР)             |                                                      | Европейска общност (ЕО)                              | Европейска общност (ЕО)                              |                                                      |                     | Европейски съюз (ЕС) | Европейски съюз (ЕС) |                   |                   |  |  |  |  |  |  |  |  |
|                                 | Сътрудничество в областта на правосъдието и вътрешните работи (СОПВР) | ТРЕВИ                  | ТРЕВИ                                          | ТРЕВИ                                          | Правосъдие и вътрешни работи (ПВР)             |                                                      |                                                      |                                                      |                                                      |                     | Европейски съюз (ЕС) | Европейски съюз (ЕС) |                   |                   |  |  |  |  |  |  |  |  |
|                                 |                                                                       |                        |                                                |                                                | Сътрудничество в европейската политика (СЕП)   | Обща външна политика и политика на сигурност (ОВППС) | Обща външна политика и политика на сигурност (ОВППС) | Обща външна политика и политика на сигурност (ОВППС) | Обща външна политика и политика на сигурност (ОВППС) |                     | Европейски съюз (ЕС) | Европейски съюз (ЕС) |                   |                   |  |  |  |  |  |  |  |  |
| Неорганизирано тяло             | Неорганизирано тяло                                                   | Западноевропейски съюз | Западноевропейски съюз                         | Западноевропейски съюз                         | Западноевропейски съюз                         | Западноевропейски съюз                               | Западноевропейски съюз                               |                                                      |                                                      |                     |                      | Европейски съюз (ЕС) |                   |                   |  |  |  |  |  |  |  |  |
| Неорганизирано тяло             | Неорганизирано тяло                                                   | Западноевропейски съюз | Западноевропейски съюз                         | Западноевропейски съюз                         | Западноевропейски съюз                         | Западноевропейски съюз                               | Западноевропейски съюз                               | Договорът е прекратен през 2010                      |                                                      |                     |                      |                      |                   |                   |  |  |  |  |  |  |  |  |
|                                 |                                                                       |                        |                                                |                                                |                                                |                                                      |                                                      |                                                      |                                                      |                     |                      | п б р                |                   |                   |  |  |  |  |  |  |  |  |

## Държави от ЕС и държави със статус на кандидат за членство в Общността
През 1951 г. в Париж е подписан учредителен Договор от Белгия, Франция, Западна Германия, Италия, Люксембург и Нидерландия за създаване на Европейската общност за въглища и стомана. Договорът влиза в сила през 1952 г., след което по-късно през годините още 22 други страни са се присъединили към Съюза.

### Настоящи държави от ЕС
След излизането на Великобритания от Европейския съюз в ЕС има 27 държави, които се простират на площ от 4 233 255 km² и имат общо население приблизително 449  милиона души. България е с 10-та по големина територия и 15-та по население в Съюза.
Ако Европейският съюз бе една държава, той би бил 7-а по територия (след Русия, Канада, Китай, Бразилия, САЩ и Австралия) и 3-та по население (след Индия и Китай) страна в света.
| Година | Държава                                                                               |
| ------ | ------------------------------------------------------------------------------------- |
| 1952   | Белгия, Франция, Западна Германия, Италия, Люксембург, Нидерландия (основателки)      |
| 1973   | Дания, Ирландия                                                                       |
| 1981   | Гърция                                                                                |
| 1986   | Португалия, Испания                                                                   |
| 1990   | ГДР и Западен Берлин се присъединяват към ФРГ и териториите им влизат в рамките на ЕС |
| 1995   | Австрия, Финландия, Швеция                                                            |
| 2004   | Естония, Кипър, Латвия, Литва, Малта, Полша, Словакия, Словения, Унгария, Чехия       |
| 2007   | България, Румъния                                                                     |
| 2013   | Хърватия                                                                              |

Бележки:
- Алжир получава независимост от Франция през 1962 г. и напуска Европейската общност.
- Гренландия получава право на самоуправление от Дания през 1979 г. и напуска Европейската общност през 1985 г. след референдум.

### Специални територии
Някои части на територията на страните от Европейския съюз, поради своята географска отдалеченост или специално разположение, както и някои от владенията на страните от Общността, имат специален статус по отношение на прилагането правните норми на ЕС.
Виж подробно: Специални територии на Европейския съюз.

### Преговаряни разширения
- Черна гора – На 29 юни 2012 г. официално започват преговорите за членство на Черна гора в Европейския съюз. Черна гора се стреми към изпълняване на условията за присъединяване до 2020 г. и да може да влезе в Съюза за следващия финансов период, започващ от 2022 г.[10]
- Сърбия – На 21 януари 2014 г. официално започват преговорите за членство на Сърбия в Европейския съюз. Сръбската държава се стреми към изпълняване на условията за присъединяване до 2022 г. и да може да влезе в Съюза за следващия финансов период, започващ от 2024 г.[11]
- Турция – опитите да се присъедини към Съюза датират още от Анкарската спогодба от 1963 г., но реалните разговори по откриване на преговорния процес започват на 3 октомври 2005 г. Този процес е отворен, т.е. водят се преговори, без да е дадена ясна перспектива за членство в Съюза. Ново развитие получава процесът на преговори във връзка с мигрантската криза в Европа от 2015 г. Започват разговори за възможността за отпадане на визите при пътуване от Турция към ЕС и също така Турция да участва годишно два пъти на срещи на високо равнище на ЕС.
- Северна Македония – има статут, признат от 17 декември 2005 г., под името Бивша югославска република Македония, но все още не е започнала присъединителния процес.
- Албания – статут на кандидат за членство от 24 юни 2014 г.[12]
- Украйна и Молдова - статут на кандидати за членство от 23 юни 2022 г.[13][14][15][16]

Както държавите, получили статуса на официална страна кандидатка, така и всички потенциални държави членки трябва да изпълнят Копенхагенските критерии.

### Потенциални разширения
През 2003 г. на срещата на високо равнище в Солун ЕС взема решение за европейска перспектива на всички западнобалкански държави, като евентуалното им приемане зависи от самите потенциални кандидатки, както и от изпълнението и прилагането на копенхагенските критерии.
Държави, които са потенциални кандидати за приемане в ЕС, са Босна и Херцеговина и Косово.
На срещата на върха между страните членки на ЕС и държавите участнички в програмата „Източно партньорство“ (Армения, Азербайджан, Беларус, Грузия, Молдова и Украйна), състояла се на 28 и 29 ноември 2013 г. в литовската столица Вилнюс, се подписват документи за стартиране процедура за асоцииране към ЕС на Грузия и Молдова. Отказът на правителството на Украйна да подпише подобно споразумение предизвиква масови безредици в страната и многохилядни митинги на опозицията, която настоява за оставката на кабинета и възстановяване на процеса за приобщаване към ЕС. Оставката на кабинета и бягството на президента водят до агресия, от страна на Русия – анексията на Крим и разгарянето на дирижирана от Русия сепаратистка война в Източна Украйна.
След изборите за нов президент и парламент през май 2014 г. Украйна успешно финализира преговорите с ЕС за асоцииране като на 1 ноември 2014 г. подписва с ЕС Споразумението за асоцииране. Това споразумение влиза в сила изцяло на 1 септември 2017 г.
Украйна официално подава кандидатурата си за присъединяване към ЕС в началото на март 2022, дни след началото на руското нападение над Украйна, и е последвана от Грузия и Молдова. Украйна получава своя въпросник на 8 април при посещението на председателката на Комисията Урсула фон дер Лайен в Киев и го връща попълнен на Европейската комисия на 18 април. Въпросниците на Грузия и Молдова са връчени от еврокомисаря по разширяването Оливер Вархей на 11 април в рамките на заседанието на Съвет „Външни работи“ на ЕС в Люксембург.

## Институции на Европейския съюз

### Институции на ЕС
В рамките на Европейския съюз функционират седем институции, изброени в чл. 13, т. 1 от ДЕС, които имат обща компетентност и вземат общозадължителни решения:
- Европейски парламент – представлява европейските граждани
- Европейски съвет – определя основната посока на развитие и приоритетите на ЕС
- Европейска комисия – изпълнителната институция на ЕС
- Съвет на Европейския съюз (или Съвет на министрите) – представлява правителствата на държавите членки
- Съд на Европейския съюз[18] – контролира спазването на договорите и нормативните актове на ЕС
- Европейска централна банка[19]
- Европейска сметна палата[19] – контролира бюджета на ЕС

### Органи на ЕС
Финансови органи
- Европейска система на централните банки и Европейска централна банка – отговарят за финансовата политика на евространите и страните извън еврозоната.
- Европейска инвестиционна банка – отговаря за финансирането на инвестиционни проекти
- Европейски инвестиционен фонд – отговаря за финансирането на инфраструктурни проекти

Консултативни органи
- Европейски икономически и социален комитет – представлява гражданското общество по въпроси свързани с икономическата и социалната политика на ЕС
- Комитет на регионите – представлява регионалните и местни власти
- Научен и технически комитет на Евратом – консултативен орган за контрол на работата с радиоактивни материали (изследвания и експлоатация) и за изработване на единни стандарти за защита при работа с йонизиращи лъчения
- Агенция на Евратом – контролира добива на радиоактивни руди и други материали и търговията с тях на територията на Съюза
- Европейски омбудсман

### Децентрализирани агенции
За тясно дефинирани научни, технически и управленчески задачи отговарят множество специализирани агенции, създадени от Европейския съюз или от Европейската общност.
- Европейски съвет за научни изследвания
- Служба за публикации

### Седалище на европейските институции
ЕС няма официална столица. Институциите на Съюза се намират в няколко града:
- Брюксел – седалище на Европейската комисия, Съвета на Европейския съюз, познат още като Съвет на министрите, и на комисиите на Европейския парламент. Европейската комисия също така провежда тук своите срещи на комитетите и кратките си сесии.
- Страсбург – седалище на Европейския парламент и място за среща на ежегодната дълга пленарна сесия, продължаваща дванайсет седмици.
- Люксембург – седалище на Европейската инвестиционна банка и Съда на Европейския съюз.
- Франкфурт – седалище на Европейската централна банка.

## Икономика
От своето създаване ЕС предлага единен икономически пазар на територията на своите страни членки. Към 2015 г. 19 от страните, членки на еврозоната, използват единна валута.

### Място в световната икономика
| |
| ЕС и следващите седем по големина икономики в света, измерени по стойност на БВП в щатски долари, през 2011 г. (МВФ, 2011). |

Европейският пазар, като единна икономика, създава през 2011 г. Брутен вътрешен продукт (БВП) с номинална стойност от около 12,6 трилиона € (17,578 трилиона щатски долара), което е над 25% от световния икономически продукт. През 2017 г. този дял спада до 22% (16%, измерен по ППС), като тенденцията е да продължава да се понижава, особено след излизането на Великобритания, което ще доведе до спадане на дела до около 14% ППС
ЕС е най-големият износител, а от 2008 г. и най-голям вносител, на стоки и услуги, както и най-значим търговски партньор на някои големи страни като САЩ, Индия и Китай. ЕС осигурява и икономическа помощ на изоставащите страни в ЕС като така се стимулира икономиката.
170 от 500-те най-големи в света компании (по Форчън Глобал 500) са с главни седалища в ЕС. Началото на Световната икономическа криза от 2007 г. бележи обрат в дълго продължилата тенденция на намаляване на безработицата в ЕС, като през 2010 г. тя достига връх от 9,7%, след което се стабилизира и намалява до 9,3% през 2011 г., преди да се покачи до 10,2% през февруари 2012 г. През 2010 г. годишната инфлацията в Съюза достига 2,2%, докато инвестициите са 18,5% от БВП. Съществува голяма разлика в годишния доход на глава от населението на отделните страни членки. Разликата между най-бедните и най-богатите NUTS-2 региони през 2017 варира от 31% (4600 € в Северозападен регион, България) за средни за ЕС28 100% (30 000 €) до 253% (92 600 € в Люксембург).

### Вътрешен пазар
Две от първоначалните цели на Европейската икономическа общност са създаване на общ пазар, наречен впоследствие единен пазар, а понастоящем вътрешен пазар и създаване на митнически съюз между страните членки. Единният пазар включва: свободно движение на стоки, капитал, хора и услуги на територията на ЕС, а митническия съюз: създаването на обща митническа тарифа, приложима за стоки на страни, извън Общността (днес Съюза). След като стоките се допуснат на европейския пазар, те не могат да бъдат обект на митнически тарифи, дискриминационни такси или квоти за внос, докато пътуват между държавите членки. Страните, които не членуват в ЕС, като Исландия, Норвегия, Лихтенщайн и Швейцария, участват на единния пазар, но не и в митническия съюз. Около половината от търговията в ЕС е хармонизирана със законодателството на ЕС.
Съгласно Директивите на Европейския съюз, стоките произведени в него, трябва да отговарят на изискванията, задължителни за Вътрешния пазар, и да са обозначени с CE маркировка.
| Държави членки          | БВП милиарди евро 2019 | БВП (PPS) милиарди евро 2018 | БВП на жител евро 2019 | БВП (PPS) на жител % от средни за ЕС 2019 |
| ----------------------- | ---------------------- | ---------------------------- | ---------------------- | ----------------------------------------- |
| Европейски съюз         | 13 929                 | 13 751                       | 31 100                 | 100%                                      |
| Германия                | 3 435                  | 3 131                        | 41 350                 | 121%                                      |
| Франция                 | 2 426                  | 2 164                        | 35 960                 | 106%                                      |
| Италия                  | 1 788                  | 1 794                        | 29 610                 | 95%                                       |
| Испания                 | 1 245                  | 1 314                        | 26 440                 | 91%                                       |
| Нидерландия             | 812                    | 688                          | 46 820                 | 128%                                      |
| Полша                   | 529                    | 838                          | 13 780                 | 73%                                       |
| Швеция                  | 474                    | 379                          | 46 130                 | 120%                                      |
| Белгия                  | 473                    | 414                          | 41 200                 | 117%                                      |
| Австрия                 | 399                    | 349                          | 44 920                 | 127%                                      |
| Ирландия                | 347                    | 285                          | 70 470                 | 191%                                      |
| Дания                   | 311                    | 230                          | 53 430                 | 129%                                      |
| Финландия               | 240                    | 189                          | 43 480                 | 111%                                      |
| Румъния                 | 223                    | 396                          | 11 500                 | 69%                                       |
| Чехия                   | 220                    | 298                          | 20 640                 | 92%                                       |
| Португалия              | 212                    | 245                          | 20 660                 | 79%                                       |
| Гърция                  | 187                    | 226                          | 17 500                 | 68%                                       |
| Унгария                 | 144                    | 214                          | 14 720                 | 73%                                       |
| Словакия                | 94                     | 123                          | 17 270                 | 74%                                       |
| Люксембург              | 64                     | 49                           | 102 200                | 261%                                      |
| България                | 61                     | 110                          | 8 680                  | 53%                                       |
| Хърватия                | 54                     | 80                           | 13 330                 | 65%                                       |
| Литва                   | 48                     | 70                           | 17 340                 | 82%                                       |
| Словения                | 48                     | 56                           | 22 980                 | 88%                                       |
| Латвия                  | 30                     | 41                           | 15 930                 | 69%                                       |
| Естония                 | 28                     | 33                           | 21 160                 | 84%                                       |
| Кипър                   | 22                     | 24                           | 24 920                 | 89%                                       |
| Малта                   | 13                     | 15                           | 26 490                 | 99%                                       |
| Страни кандидатки:      |                        |                              |                        |                                           |
| Турция                  | 653 (2018)             | 1 606                        | 8020 (2018)            | 61%                                       |
| Сърбия                  | 46                     | 85                           | 6 590                  | 41%                                       |
| Черна гора              | 5 (2018)               | 9                            | 7 490 (2018)           | 50%                                       |
| Северна Македония       | 11 (2018)              | 24                           | 4 840 (2017)           | 38%                                       |
| Албания                 | 14                     | 28                           | 40 20 (2017)           | 31%                                       |
| Потенциални кандидати:  |                        |                              |                        |                                           |
| Босна и Херцеговина     | 18 (2018)              | 35                           |                        | 32%                                       |
| Икономически партньори: |                        |                              |                        |                                           |
| САЩ                     |                        |                              |                        | 140%                                      |
| Япония                  |                        |                              |                        | 93%                                       |

### Ценови разлики
Цените на стоките в различните страни от ЕС се различават. Таблицата показва данни към 2012 г., представени от Евростат.
| Държава     | Храни и безалкохолни напитки (общо) | Хляб и зърнени продукти | Месо | Мляко, сирене и яйца | Алкохолни напитки | Табак |
| ЕС27        | 100                                 | 100                     | 100  | 100                  | 100               | 100   |
| ----------- | ----------------------------------- | ----------------------- | ---- | -------------------- | ----------------- | ----- |
| Австрия     | 120                                 | 134                     | 132  | 101                  | 096               | 086   |
| Белгия      | 110                                 | 108                     | 118  | 111                  | 097               | 095   |
| България    | 068                                 | 057                     | 059  | 092                  | 067               | 057   |
| Германия    | 106                                 | 104                     | 128  | 092                  | 082               | 102   |
| Гърция      | 104                                 | 115                     | 091  | 132                  | 131               | 074   |
| Дания       | 143                                 | 159                     | 132  | 117                  | 140               | 115   |
| Естония     | 087                                 | 084                     | 079  | 088                  | 102               | 062   |
| Ирландия    | 118                                 | 110                     | 110  | 119                  | 162               | 199   |
| Испания     | 093                                 | 111                     | 083  | 095                  | 087               | 083   |
| Италия      | 111                                 | 114                     | 115  | 126                  | 098               | 099   |
| Кипър       | 109                                 | 121                     | 089  | 141                  | 110               | 082   |
| Латвия      | 077                                 | 075                     | 063  | 090                  | 094               | 055   |
| Литва       | 087                                 | 080                     | 075  | 096                  | 111               | 064   |
| Люксембург  | 116                                 | 117                     | 129  | 119                  | 090               | 081   |
| Малта       | 098                                 | 094                     | 080  | 113                  | 109               | 088   |
| Нидерландия | 096                                 | 090                     | 117  | 093                  | 096               | 108   |
| Полша       | 061                                 | 058                     | 055  | 063                  | 093               | 058   |
| Португалия  | 090                                 | 098                     | 075  | 105                  | 089               | 084   |
| Румъния     | 067                                 | 063                     | 057  | 093                  | 075               | 068   |
| Словакия    | 087                                 | 082                     | 071  | 097                  | 091               | 073   |
| Словения    | 097                                 | 101                     | 093  | 101                  | 101               | 067   |
| Унгария     | 081                                 | 074                     | 072  | 088                  | 079               | 052   |
| Финландия   | 119                                 | 130                     | 119  | 114                  | 175               | 102   |
| Франция     | 109                                 | 106                     | 123  | 100                  | 088               | 129   |
| Чехия       | 084                                 | 074                     | 073  | 091                  | 096               | 069   |
| Швеция      | 124                                 | 135                     | 126  | 112                  | 161               | 132   |

## Население
В периода 2005 – 2022 г. населението на ЕС се увеличава средно с около 0,7 милиона души годишно. По оценка на Евростат към 1 януари 2022 г. населението на 27-те държави членки на ЕС наброява около 446 828 803 души – със 172 000 по-малко спрямо предходната година. В сравнение с данните за 2019 г., починалите през 2021 г. граждани на ЕС са с 644 000 повече в сравнение с починалите през 2019 г., а отрицателният прираст превишава положителната нетна миграция за втора поредна година. На ниво държави членки числеността на населението през 2022 г. намалява спрямо 2021 г. в 10 страни: България, Гърция, Хърватия, Италия, Латвия, Унгария, Полша, Румъния, Словения и Словакия.

### Урбанизация
Около 80% от населението живее в градове, като около една трета от хората са в градове с над 1 млн. население. Тук се намират 16 града с население над един милион.
| Град   | Население (2006) | Плътност д/km² (население) | Метрополис (2005) |
| ------ | ---------------- | -------------------------- | ----------------- |
| Берлин | 3 429 900        | 3 845                      | 5 000 000         |
| Мадрид | 3 213 721        | 5 293                      | 7 061 748         |
| Рим    | 2 726 539        | 2 118                      | 3 700 000         |
| Париж  | 2 188 500        | 24 948                     | 12 672 000        |

В ЕС има най-много глобални градове, отколкото във всеки друг регион.
Освен големите градове, в рамките на Европейския съюз се разполагат няколко гъсто населени региона, които нямат обособен център, а по-скоро се формират при сливане на няколко града. Тези метрополни региони заемат голяма площ, като най-гъсто населените са Рейн – Рур с население от около 11,5 милиона (Кьолн, Дортмунд, Дюселдорф, Есен, Дуйсбург, Мьонхенгладбах, Вупертал, Бон и Нойс), Рандстад с население от около 7 милиона (Амстердам, Ротердам, Хага, Утрехт и по-малки градове), Франкфурт на Майн – Рейн с около 5,8 милиона население (Франкфурт, Висбаден, Дармщат и други), Фламандски ромб с население от около 5,5 милиона (Антверпен, Брюксел, Льовен и Гент), регионът около Йоресун с население от около 3,7 милиона (при сливане на Копенхаген и Малмьо), Горносилезкия промишлен регион с население от около 3,5 милиона (Катовице, Сосновец и по-малки градове).

### Нелегална имиграция
За периода от ноември 2013 до февруари 2014 г. броят на незаконните преминавания на границите на Европейския съюз е 25 936 случая, което е 96% повече от броя през предишната година. Най-големият брой незаконни преминавания на границите са в България, Италия, Гърция, Унгария и Испания.

## Официални езици
В Европейския съюз са приети 24 официални езика, наричани още „работни“. Те са: английски, български, гръцки, датски, естонски, ирландски, испански, италиански, латвийски, литовски, малтийски, немски, нидерландски, полски, португалски, румънски, словашки, словенски, унгарски, финландски, френски, хърватски, чешки и шведски. Важните документи, като законодателството, се превеждат на всички официални езици. Европейският парламент осигурява превод на всички езици на всичките документи по време на своите пленарни заседания. Не всички документи, издавани от ЕС, обаче се превеждат на всичките 24 езика. Институциите на ЕС имат правото да избират за вътрешни цели свои собствени езикови разпоредби. Например Европейската комисия използва за работни при вътрешната си дейност три езика – английски, немски и френски. Другите езици ЕК използва само при нужда да информира и комуникира със съответната страна.

## Религия
По данни на официалното допитване от 2005 г., 52 % от населението на ЕС вярват в съществуването на Бог, 27 % допускат съществуването на свръхестествена „духовна жизнена сила“, а 18 % не вярват в Бога.
- Вярващи в Бог по страни (според допитване през 2005 г.)
- Допускащи висша сила по страни (според допитване през 2005 г.)
- Невярващи в Бог по страни (според допитване през 2005 г.)